# Новосибирский кооперативный техникум имени А. Н. Косыгина
Новосибирский кооперативный техникум имени А. Н. Косыгина Новосибирского облпотребсоюза — частное профессиональное образовательное учреждение, основанное в 1939 году. Расположен в Железнодорожном районе Новосибирска.

## История
В 1939 году согласно постановлению ЦК ВКП(б) и СНК СССР № 187 от 25 января 1939 года Новосибирский Облпотребсоюз принимает решение об открытии техникума и размещает его в здании Облпотребсоюза (Красный проспект, 27).
1 сентября 1939 года на первых курсах товароведного, бухгалтерского и планового отделений прошли первые занятия.
В годы Второй мировой войны техникум эвакуируют в Колпашево (Томская область).
В апреле 1945 года учебное заведение возвращают в Новосибирск и размещают его на Красном проспекте в здании Облпотребсоюза.
В 1967 году кооперативный техникум переносят в новое здание на улице Октябрьской.
В 2008 году техникуму присвоено имя государственного деятеля А. Н. Косыгина,

## Специальности
- Товароведение и экспертиза качества потребительских товаров
- Экономика и бухгалтерский учёт
- Реклама
- Технология продукции общественного питания
- Коммерция
- Правоохранительная деятельность
- Право и организация социального обеспечения с освоением профессионального модуля «Таможенное правоведение»
- Право и организация социального обеспечения
- Туризм
- Гостиничное дело
- Поварское и кондитерское дело
- Дизайн
- Информационные системы и программирование

## Сотрудничество
Кооперативный техникум сотрудничает с такими вузами как Новосибирский государственный университет экономики и управления, Сибирский университет потребительской кооперации, Российская академия народного хозяйства и государственной службы и др.

## Кадровый состав

### Преподаватели
- Е. И. Панова
- В. Я. Матвеев
- Л. В. Славоросова
- М. И. Соболева
- В. А. Калугин
- Л. Н. Швец

### Руководители
- А. М. Слесарев
- А. П. Алексеев
- В. Ф. Родионов
- П. В. Печенин
- В. Я. Матвеев
- М. Я. Проценко (1959—1983, засл. учитель школы РФ)
- Л. А. Свирщевская (1983—2014, засл. учитель школы РСФСР)
- Т. А. Попова[1]